# Gokomachi-dōri
Le Gokomachi-dōri (御幸町通, Gokomachi-dōri) est une voie du centre-ville de Kyoto, dans les arrondissements de Nakagyō et de Shimogyō. Elle débute au Marutamachi-dōri et termine au Gojō-dōri (ja).

## Description

### Situation
Le Gokomachi-dōri est une rue de l'est de l'arrondissement de Nakagyō et du nord-est de celui de Shimogyō. Il commence dans le quartier de Bishamon-chō (毘沙門町) et termine dans celui d'Azuchi-chō (安土町). La rue débute au Marutamachi-dōri, l'une des principales artères est-ouest de la ville, et termine au Gojō-dōri (ja), l'une des principales artères est-ouest du centre-ville sud. Elle suit le Teramachi-dōri (en) (寺町通) à l'est et précède le Fuyachō-dōri (ja) (麩屋町通) à l'ouest.
La circulation se fait en sens unique du nord au sud. La rue fait environ 2 400 mètres de long,.

### Voies rencontrées
Du nord au sud, en sens unique. Les voies rencontrées de la droite sont mentionnées par (d), tandis que celles rencontrées de la gauche, par (g). Seules les rues ayant un nom sont listées.
1. Marutamachi-dōri (丸太町通)[1],[2]
2. Takeyamachi-dōri (竹屋町通)[2]
3. Ebisugawa-dōri (夷川通)[2]
4. Nijō-dōri (二条通)[2]
5. Oshikōji-dōri (押小路通)[2]
6. Oike-dōri (御池通)[2]
7. Aneyakōji-dōri (姉小路通)
8. Sanjō-dōri (ja) (三条通)[2]
9. Rokkaku-dōri (六角通)[2]
10. Takoyakushi-dōri (蛸薬師通)
11. Nishikikōji-dōri (錦小路通)[2]
12. Shijō-dōri (ja) (四条通)[2]
13. Ayanokōji-dōri (ja) (綾小路通)
14. Bukkōji-dōri (ja) (仏光寺通)
15. Takatsuji-dōri (ja) (高辻通)
16. Matsubara-dōri (ja) (松原通)
17. Manjuji-dōri (ja) (万寿寺通)
18. Gojō-dōri (ja) (五条通)[1],[2]

- Sources : (ja) Université Ritsumeikan Asia Pacific (en), « 近代京都オーバーレイマップ », sur Art Research Center,‎ 2023 (consulté le 4 février 2024).

### Transports en commun
Les bus du réseau d'autobus de Kyoto (ja) ne passent par sur la rue, mais la rue est très passante. Les arrêts les plus proches de la rue sont Saibansho-mae (裁判所前, lignes 10, 65, 93, 202, 204), au carrefour de Marutamachi et Yanaginobanba (ja), Kyoto Shiyakusho-mae (京都市役所前, lignes 3, 4, 5, 10, 15, 17, 32, 37, 51, 59, 205, ligne Tōzai du métro), au carrefour d'Oike et Kawaramachi (ja), Shijō-Kawaramachi (四条河原町, lignes 3, 4, 5, 10, 11, 12, 15, 17, 31, 32, 37, 46, 51, 58, 59, 80, 86, 201, 203, 205, 207, Spécial80), au carrefour des rues homonymes, Kawaramachi-Matsubara (河原町松原, lignes 4, 5, 17, 80, 205), au carrefour des rues homonymes, et Kawaramachi-Gojō (河原町五条, lignes 4, 5, 17, 80, 205), au carrefour des rues homonymes.
La station du métro de Kyoto le plus proche est sur Kawaramachi, à cinq minutes de marche : Kyōto Shiyakusho-mae, sur la ligne Tōzai.

## Odonymie
Les caractères « 御幸町 » peuvent aussi être lus « Gokōmachi » ou encore « Miyukimachi », mais les locaux les lisent « Gokomachi »,.
La rue a été nommée par Toyotomi Hideyoshi, qui a emprunté ce chemin pour rejoindre le palais impérial depuis Fushimi ou Osaka. Sachant que l'empereur et l'impératrice ont utilisé le terme « Gyokō » (御幸) pour faire référence à leur trajet jusqu'au palais en empruntant le même chemin, il donne donc ce nom à la nouvelle rue,,.
La rue est nommée dans le « Teragokō » (寺御幸), la chanson des rues de Kyoto pour les rues nord-sud.

## Histoire
Gokomachi-dōri n'existait pas à la création de la capitale impériale en 794, et apparaît en 1590 lors du réaménagement territorial de l'ère Tenshō (ja) (天正の地割, Tenshō no jiwari) par Toyotomi Hideyoshi, durant le dernier quart du XVIe siècle,,. La nouvelle rue menait directement de la résidence de Hideyoshi au palais impérial. À l'époque de son ouverture, la rue s'étendait également au-delà de Marutamachi jusqu'à Demizu-dōri. Cependant, à la suite de l'agrandissement du palais impérial après l'incendie du Hōei (ja) (宝永の大火), qui a dévasté le quartier impérial et le palais de la vieille capitale en 1708, la partie nord de la rue est supprimée. Pour relocaliser les maisons déplacées pour l'agrandissement du palais et du jardin impérial, le quartier Shingokō-chō (新御幸町, « nouveau Gokomachi ») a été construit au nord-ouest dans l'actuel arrondissement de Kamigyō, à l'angle de Shimochōjamachi-dōri et de Jōfukuji-dōri.

## Patrimoine et lieux d'intérêt
On retrouve quelques maisons de ville traiditionnelles sur la rue. On trouve aussi l'iconique édifice 1928 (ja), de style art déco. À l'extrême nord de la rue, au nord de Marutamachi, se trouve le parc du jardin impérial. Au sud de Takeyamachi, du côté ouest se trouve le temple Onoyama Jōkyō-ji (小野山 淨慶寺), fondé en 1604 sur le site de la résidence de Minamoto no Yorimasa. Encore en activité, il n'est pas visitable.
Au carrefour avec Nijō se trouve l'église Kyoto Gokomachi (京都御幸町教会), dont la mission a été fondée en 1898, tandis que le bâtiment a été construit en 1913. Au sud de Sanjō, est ouvert le centre de sculpture bouddhiste Matsuhisa Sōrin (松久宗琳佛所), ouvert en tant qu'atelier en 1962, puis devenu un centre d'exposition.
Entre Nijō et Oshikōji se trouve l'auberge annexe du Hiiragiya Ryokan (柊家旅館), un établissement hôtelier localement réputé. Juste au sud du carrefour avec Oike se trouve du côté est l'artisan de feuille d'or Hori Kinhakufun (ja) (堀金箔粉), fondée en 1711, et dont la première résidence a été désignée monument historique,. Parmi d'autres enseignes établies de longue date incluent Hirao Den'emon (平尾 傳右衛門), fabricant de laque, le restaurant Kantōya (関東屋), ouvert depuis 1847, le fabricant de produits en bambou Nakagawa (中川竹材店), ouvert depuis 1688, la clinique médicale Sakabe (坂部医院), ouverte par Sakabe Kōji (坂部 孝次) à la fin de l'époque d'Edo, ou encore l'auberge Chikamata (近又), fondée en 1801 et désignée comme monument historique.

Quelques lieux d'intérêts
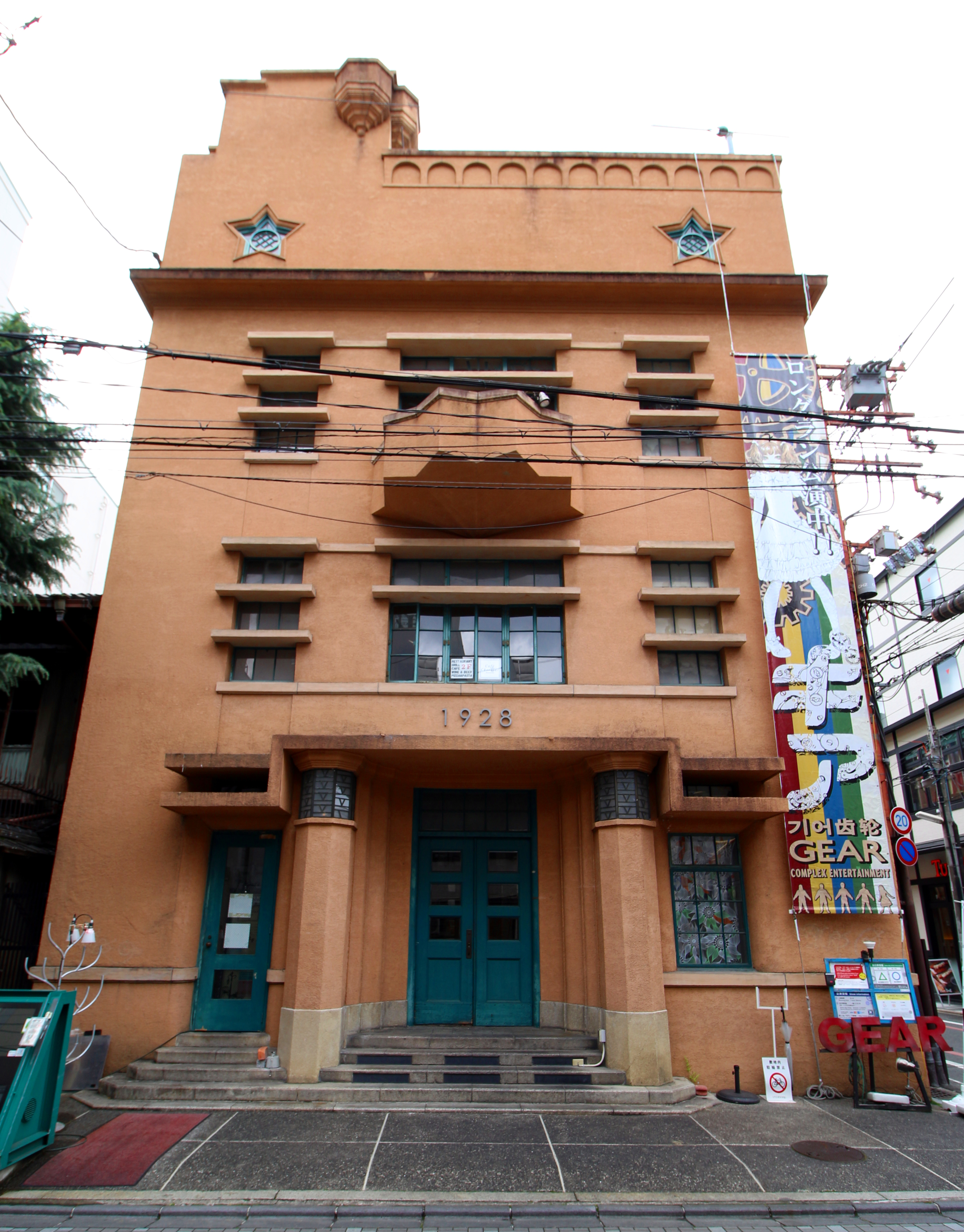
Édifice 1928
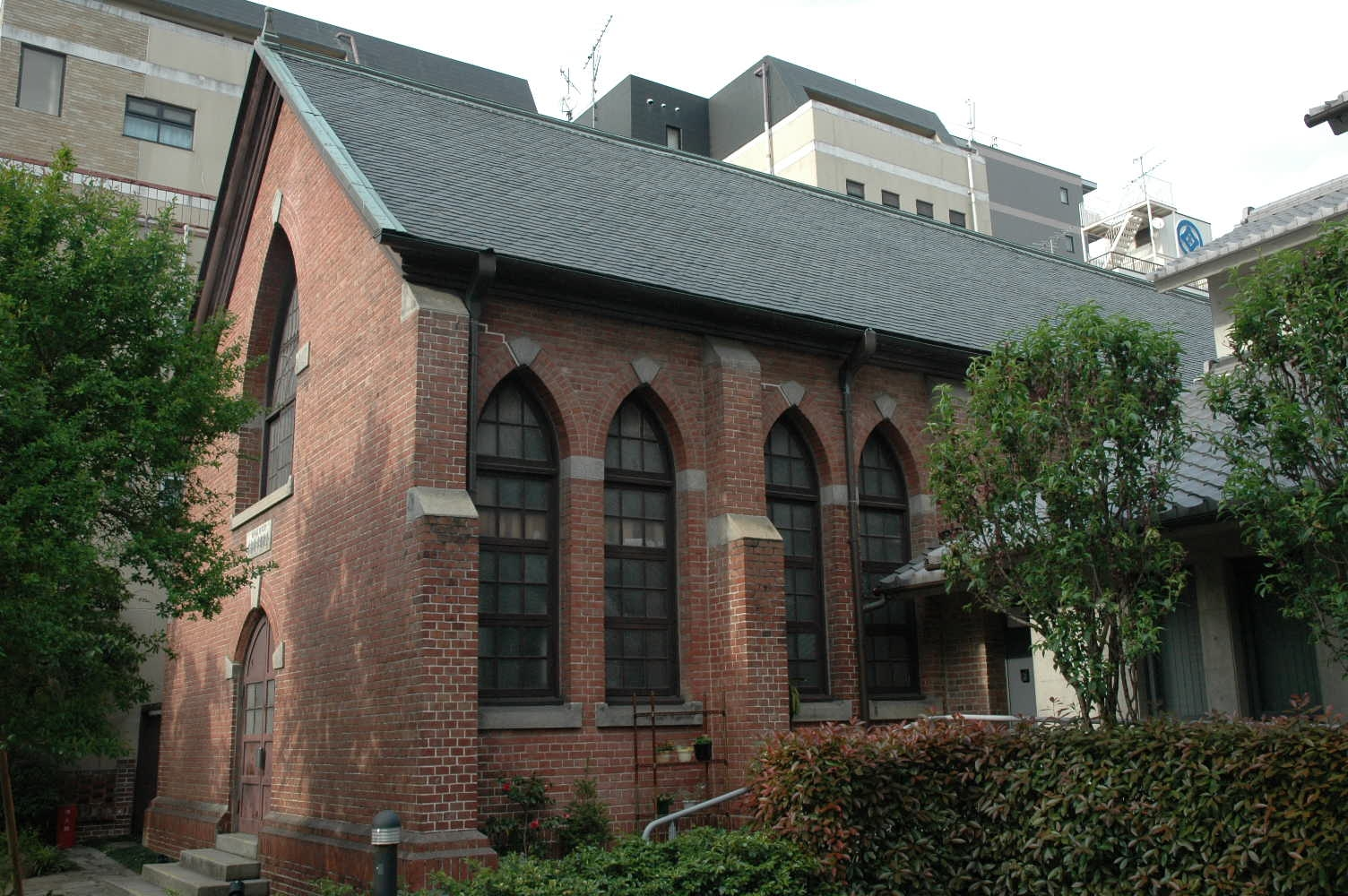
Église Kyoto Gokomachi
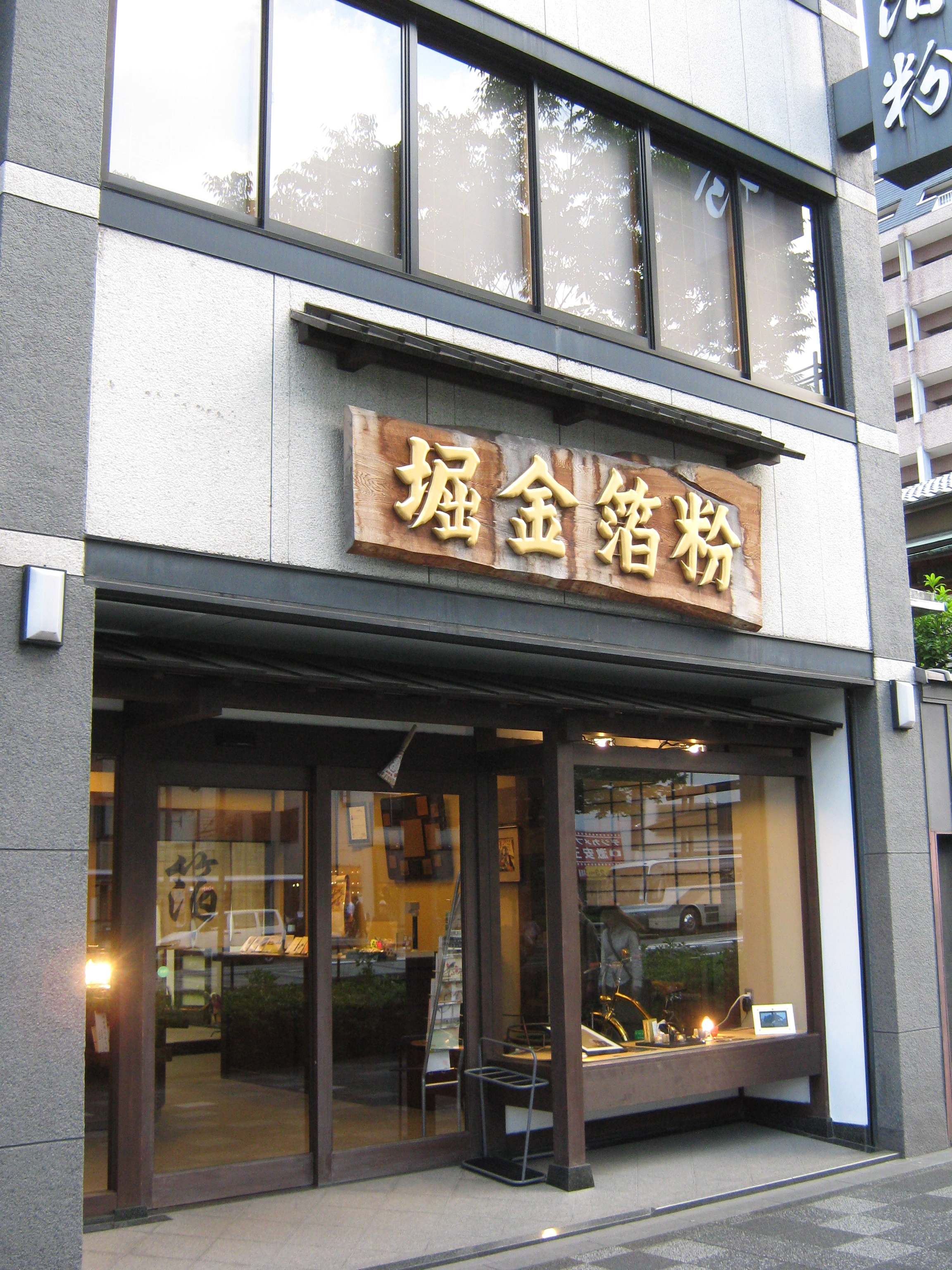
Hori Kinhakufun
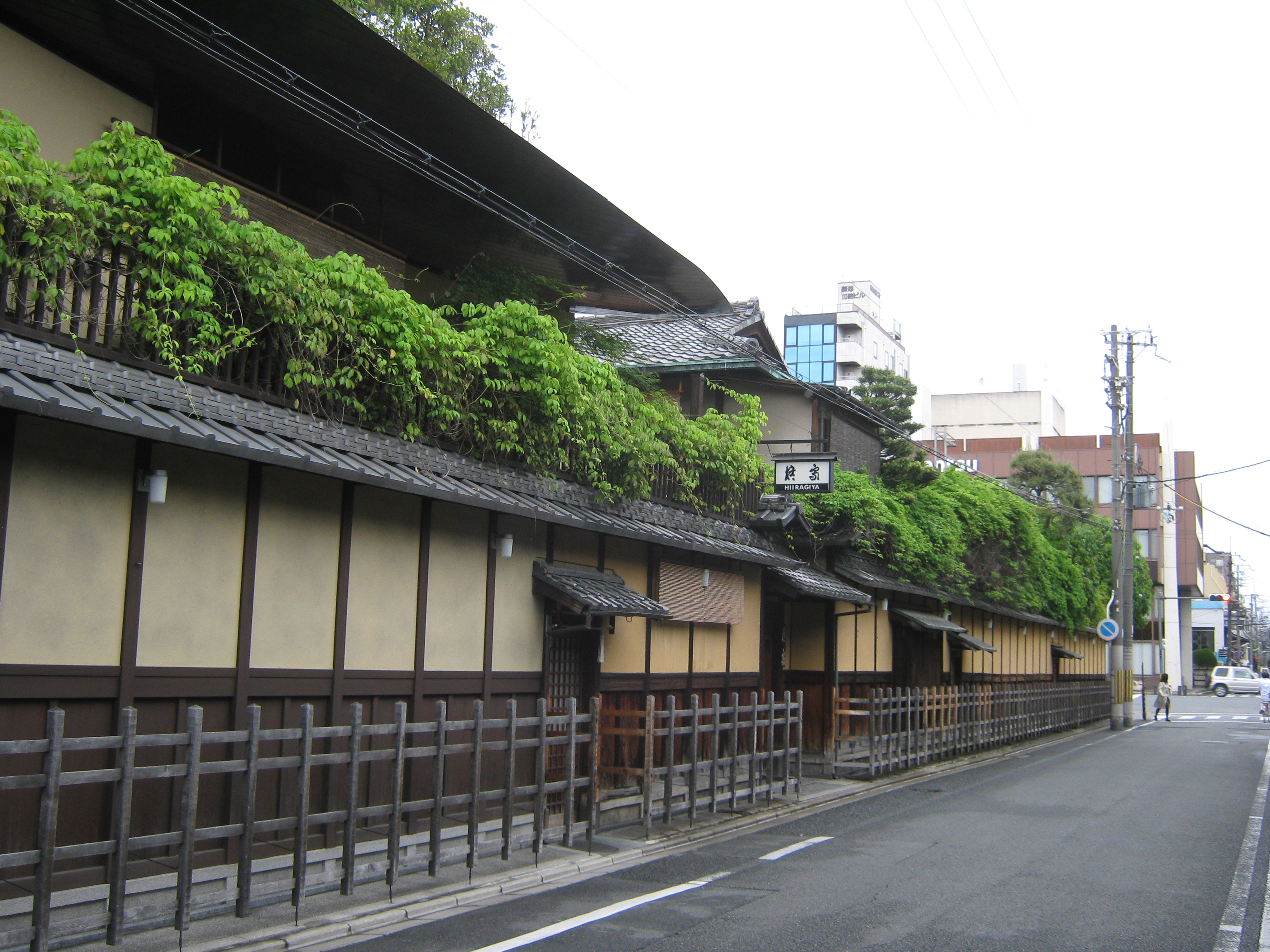
Auberge principale du Hiiragiya Ryokan, sur Aneyakōji-dōri